# 고구려의 불교
고구려의 불교는 소수림왕(小獸林王) 2년(372)에 전진(前秦)왕 부견(符堅)이 사신(使臣)과 함께 순도(順道)를 보내 불상과 불경(佛經)을 전한 것이 그 시초이다.  2년 후(374) 아도(阿道)가 들어와 성문사(省門寺: 肖門寺)와 이불란사(伊弗蘭寺)를 세운 것이 또 한국의 절(寺刹)의 시작이다. 그러나 이것은 국교를 통한 공식 전입으로 실상 민간에 먼저 불교가 들어왔을 것으로 보인다.
고구려의 불교는 한마디로 학술 외교불교라고 할 수 있다. 즉, 고구려의 학승 등은 중국에 가서 경전을 배우고 연구함을 구법(求法)의 최상목표로 하였으며, 중국의 승려를 지도할 수 있는 고승도 있었다. 그 대표로 장수왕(재위 413∼491) 때 태어난 승랑(僧朗)을 들 수 있다.
승랑은 중국에 들어가 삼론학(三論學)을 깊이 연구하여 학문적 체계를 완성함으로써 신삼론종(新三論宗)이라는 새로운 사상을 개척했다. 승랑은 중국 사상계를 지도한 최초의 인물로서, 양무제(梁武帝) 11년(512)에 우수한 학승(學僧) 10명을 지도하였으며 중국에서 일생을 마쳤다.
고구려 학승들은 중국만이 아니라 일본에도 건너가 불교학술과 예술면에 큰 공헌을 하였다. 즉, 최초의 전교자인 혜편(惠便)을 위시해서 혜자(惠慈), 불교 예술가인 담징(曇徵), 일본 삼론학의 시조인 혜관(惠灌) 등이 그 예이다. 그리고 삼국통일 후 신라 불교를 일으킨 고구려 승 혜량(惠亮)도 들 수 있다.

## 같이 보기
- 이불란사
- 성문사

## 참고 문헌
- 이 문서에는 다음커뮤니케이션(현 카카오)에서 GFDL 또는 CC-SA 라이선스로 배포한 글로벌 세계대백과사전의 내용을 기초로 작성된 글이 포함되어 있습니다.